# Cossypha natalensis
Cossypha natalensis е вид птица от семейство Muscicapidae.

## Разпространение
Видът е разпространен в Ангола, Бурунди, Централноафриканската република, Република Конго, Демократична република Конго, Етиопия, Габон, Кения, Малави, Мозамбик, Нигерия, Руанда, Сомалия, Южна Африка, Южен Судан, Судан, Свазиленд, Танзания, Уганда, Замбия и Зимбабве.